# Новгородский проспект (Архангельск)
Новгородский проспект — улица в историческом центре Архангельска, проходит следуя береговой линии Северной Двины от Вологодской до Красноармейской улицы (с нестыковкой на Поморской улице). Протяжённость проспекта около трёх с половиной километров. На улице сохранилась историческая, «заповедная» застройка

## История

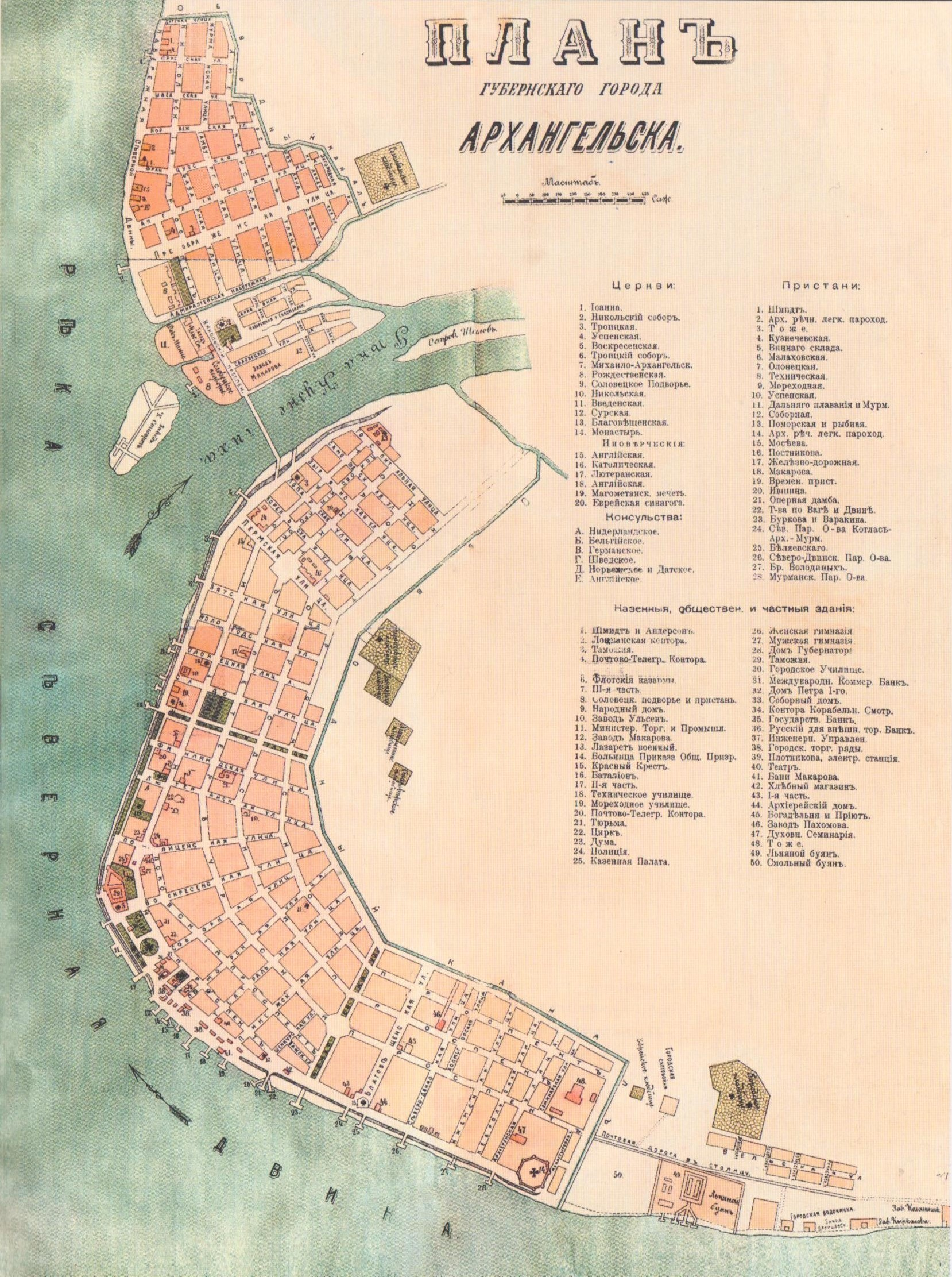
Карта Архангельска 1890 года

Исторические названия — Малый проспект (в Архангельске в разные годы были ещё Средние проспекты, ныне — Троицкий проспект, проспект Чумбарова-Лучинского), Новая дорога.
Современное название, с 1869 года, по городу Великий Новгород, с которым Архангельск имел давние экономические и культурные связи.
В ноябре 1914 года на углу Новгородского проспекта и Печорской улицы (ныне — улица Выучейского) открылись Новгородские торговые бани, их владельцем был Авраам Яковлевич Тимофеев
3 августа 1919 года дети возле дома № 135 на проспекте (где ныне установлен поклонный крест, пересечение с улицей Свободы) наблюдали явление Богородицы.
Ещё в 1980-е годы проспект имел деревянную мостовую. Временами имевшая ужасающий вид проезжая часть в конце 2010-х годов была отремонтирована. Историческая деревянная застройка улицы, оставшись без должного надзора, гибнет в пожарах.

## Достопримечательности
д. 130 — Дом А. И. Алферова
д. 136 — Усадьба Г. Ф. Корельского
д. 151, корп. 1 — Флигель усадьбы М. К. Загидуллина

## Известные жители
д. 100 — композитор П. Ф. Кольцов

## Галерея

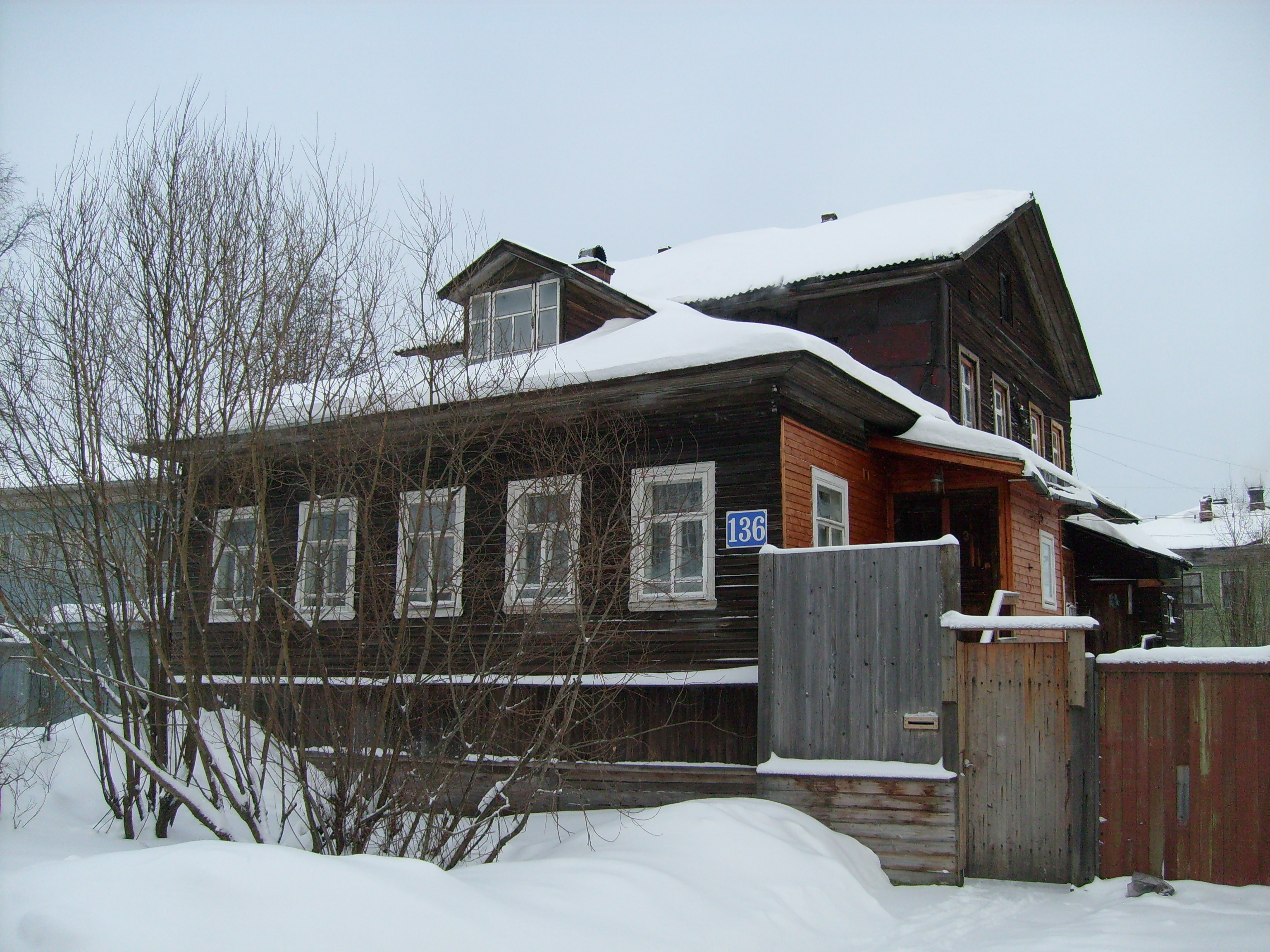
Городская усадьба Карельского Г. Ф.
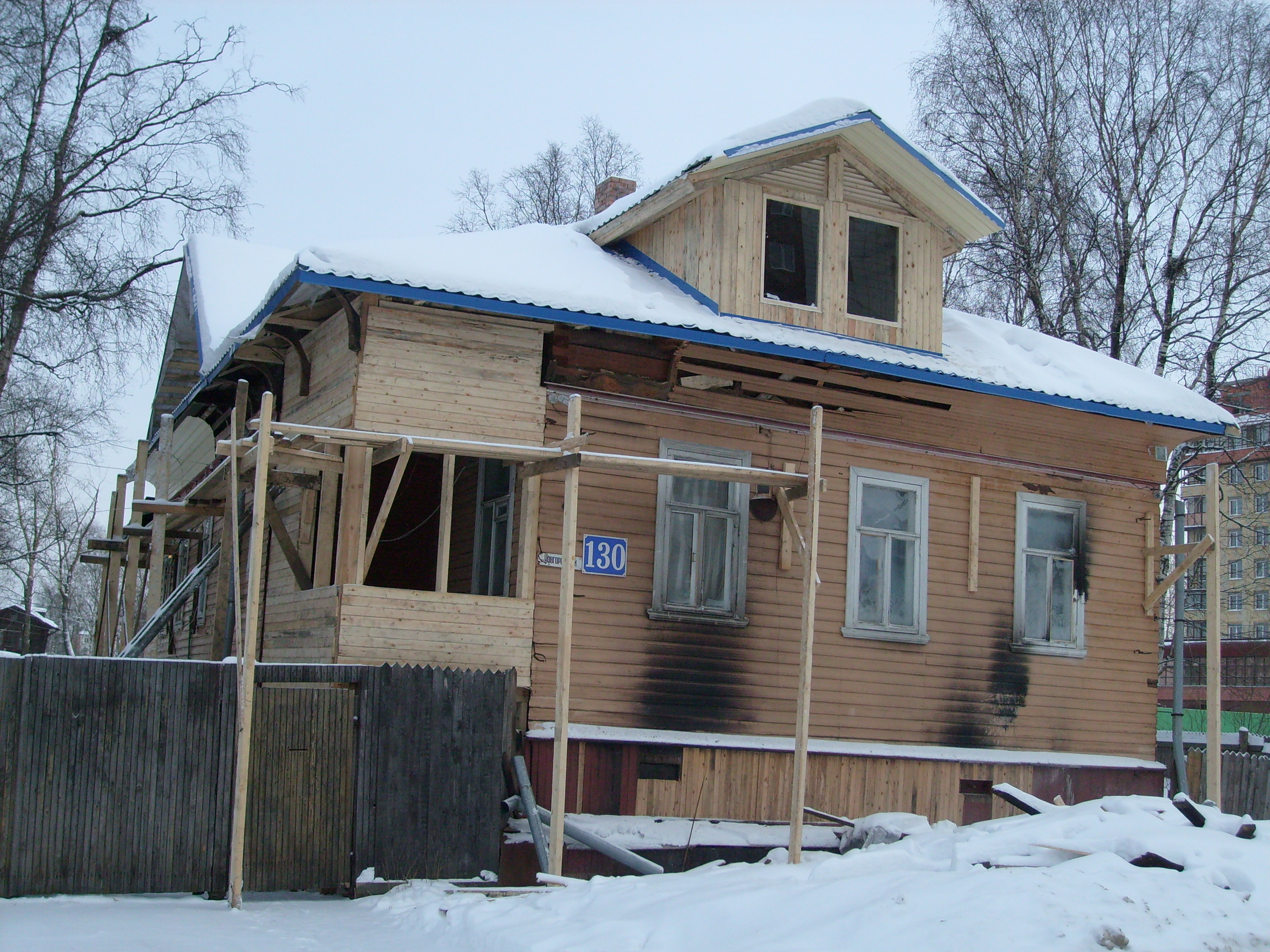
Дом А.И. Алферова
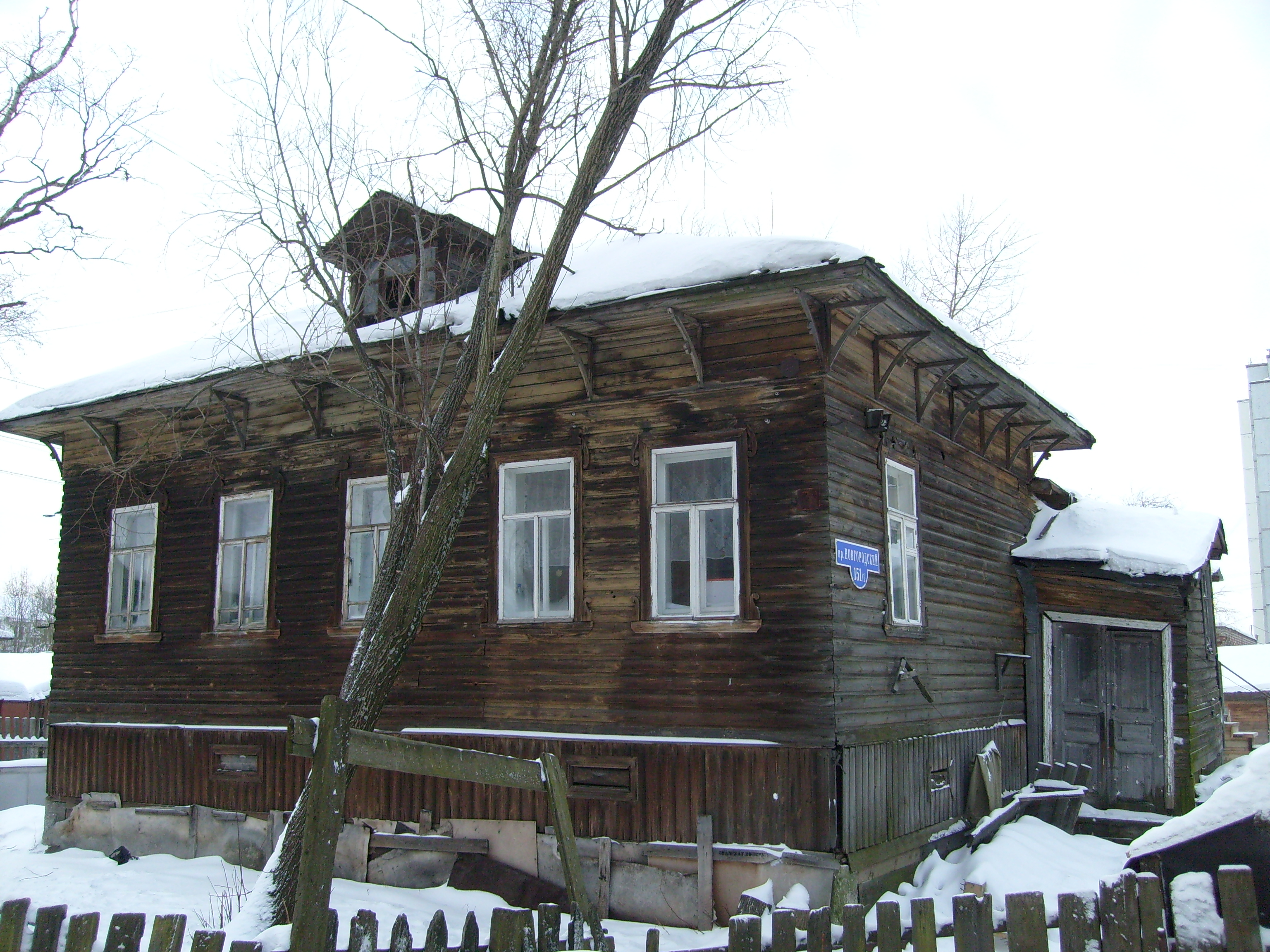
Флигель усадьбы М.К. Загидуллина